# Bandera de la República del Congo
La bandera nacional de la República del Congo fue originalmente adoptada el 15 de septiembre de 1959. 
Usa los colores tradicionales del panafricanismo: el rojo es la lucha por la libertad, el verde representa la naturaleza del país y el amarillo  simboliza la riqueza de la naturaleza. 
Fue abandonada en 1970, tras la proclamación de la República Popular del Congo, y vuelta a adoptar el 10 de junio de 1991.
La República Popular del Congo (1970-1992) tenía una bandera roja con el emblema de la República Popular, en el cantón.

## Banderas históricas

Bandera del Reino de Loango (1550 - 1883)
Bandera del Reino del Congo (alrededor del siglo XVII)
Bandera del Reino de Kakongo (alrededor del siglo XVII)
Bandera del Congo Francés (1885-1959)
Bandera de la República Popular del Congo (1970-1991)
Bandera de Congo (2001-Actualidad)